# Кравцов Тарас Сергійович
Тарас Сергійович Кравцов (нар. 22 жовтня 1922, Харків — пом. 2 вересня 2013, Харків) — радянський та український музикознавець, композитор, педагог. Заслужений діяч мистецтв України (2003). Доктор мистецтвознавства (1990). Професор (1992).

## Біографія

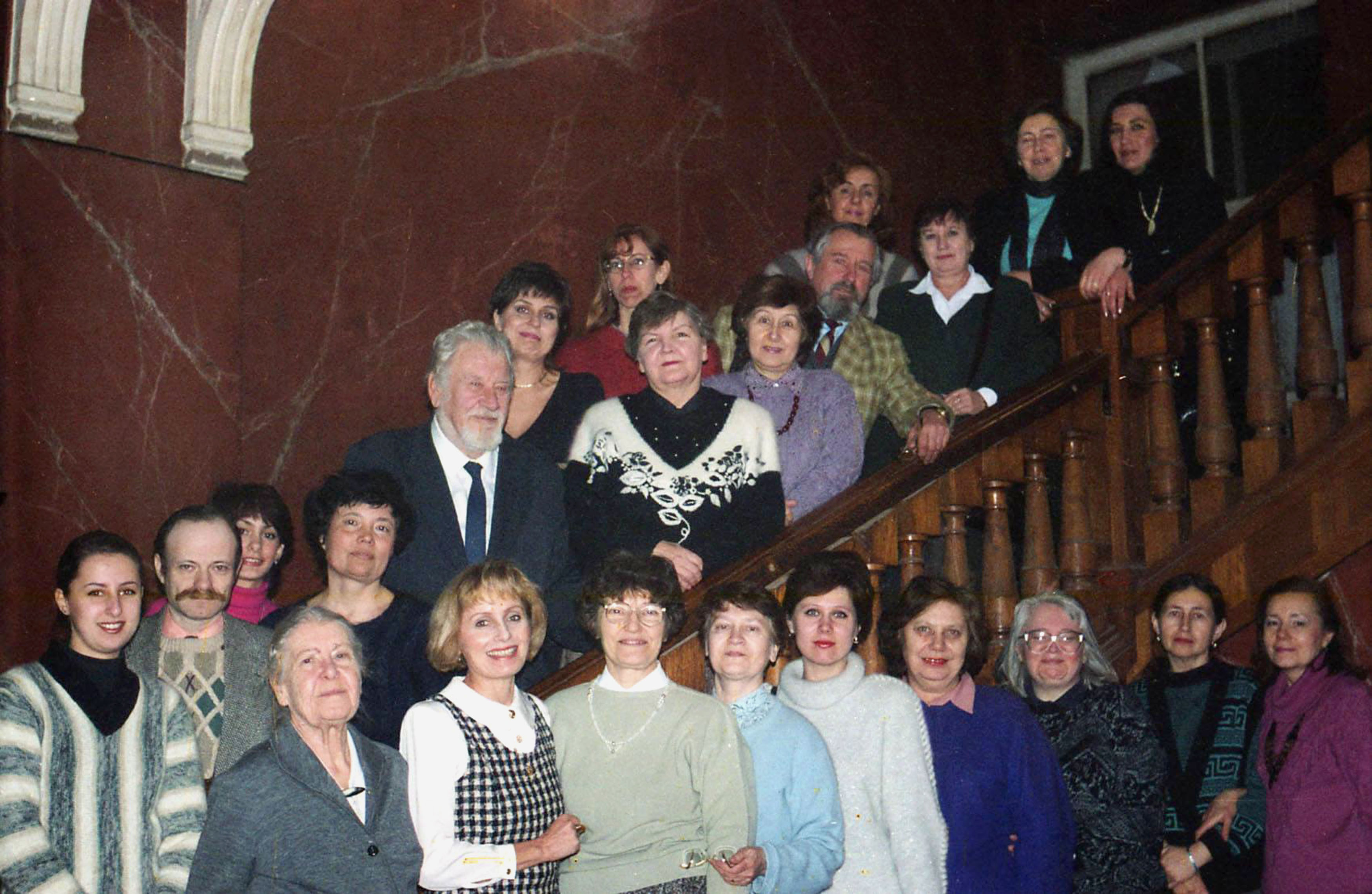
Т. Кравцов серед учнів (фото Ю.Щербініна)

1940 року закінчив СШ № 133 м. Харкова, вступив до Харківського музичного училища (як піаніст), з другого курсу в травні 1941 р. був призваний до армії (служив до 1947). Учасник Другої Світової війни (у різні періоди війни — стрілець, танкіст, санітар, зв'язківець, старшина музвзводу Полтавського танкового училища). Після демобілізації в 1947 р. відновив заняття музикою.
1952 р. закінчив історико-теоретичний факультет Харківської консерваторії по класу теорії музики професора М. Д. Тіца.
З 1952 — викладав у Харківській консерваторії (згодом перетвореної в Інститут мистецтв, нині — Університет мистецтв ім. І. П. Котляревського). У 1961—1962 декан, з 1966 доцент, у 1970—1986 завідувач кафедри теорії музики, з 1992 професор.
1963 — кандидат мистецтвознавства. Дисертація: «Поліфонія А. Я. Штогаренко».
З 1964 — член Спілки композиторів СРСР.
1989 — доктор мистецтвознавства. Дисертація: «Гармонійна інтонація».
Упродовж 1995—1999 років викладав у Харківській державній академії культури (за сумісництвом).
У 2004—2006 — голова Спеціалізованої вченої ради по захисту дисертацій при Харківському університеті мистецтв ім. І. П. Котляревського.
Серед учнів Т. С. Кравцова: Н. Очеретовська, Г. Ігнатченко, М. Манойло, Т. Вєркіна, Г. Ганзбург, Н. Суржина, В. Лукашев.

## Наукові праці

### Книги
- Творчість А. Штогаренка: зб. ст. / упоряд. Т. С. Кравцов. — Київ, 1979.
- Кравцов Т. С. Гармонія в системі інтонаційніх зв'язків: монографія. — Київ, 1984.

### Статті
- Кравцов Т. С. Жемчужина народно-песенного творчества // Народное творчество и этнография. — 1964. — № 4.
- Кравцов Т. С. Связь уменьшенного лада в творчестве Штогаренко с народной песней // Народное творчество и этнография. — 1965. — № 1.
- Кравцов Т. С. Романсы С. В. Рахманинова на стихи Т. Г. Шевченко. Опыт либреттологического анализа // С. Рахманинов: на переломе столетий. Вып. 4. — Харьков, 2007. — С. 39-46.
- Кравцов Т. С. Пролегомени до інтонаційної теорії енгармонізму // Проблеми взаємодії мистецтва, педагогіки та теорії і практики освіти. Вип. 21. Харків, 2008. С. 117—127.

## Музичні твори
для соліста, хору та симфонічного оркестра
- кантата-дума «На могилі Шевченка» (сл. В. Сосюри, 1962)
- кантата-поема «Червона зима» (сл. В. Сосюри, 1967; 2-я ред. — 1977); для соліста та симфонічного оркестру
- три п'єси-картинки (сл. М. Лермонтова, 1964); для симфонічного оркестру
- варіації на українську тему (1957); для оркестр народних інструментів
- сім українських народних пісень (спільно з В. Міхелісом, 1961); для голосу та фортепіано
- цикл «Весна, і сонце, і пісні» (сл. В. Сосюри, 1962); хори
- три романтичні хору (сл. О. Пушкіна, М. Горького, 1965)
- «Гриміли залпи над Донцем» (сл. В. Сосюри, 1968)
- українські народні пісні (сл. нар., 1971)
- цикл «Хорові акварелі» (сл. В. Сосюри, 1974); пісні
- збірник «Пісні про бойовий та трудовий подвиг» (сл. Б. Блинкова і О. Журова, 1976)
- обробки народних пісень.

## Нагороди та звання
- Орден Вітчизняної війни II ступеня.
- Заслужений діяч мистецтв України.
- Премія імені І. І. Слатіна.

## Сім'я
- Дід — Кравцов Петро Іванович, лікар, заслужений діяч науки та мистецтв України[1].
- Бабуся — Варвара Аполлонівна Кравцова — піаністка, учениця Миколи Рубінштейна.
- Батько — Кравцов Сергій Петрович (1901—1938) — доцент Харківського університету, викладав фотохімію, був відомим фотографом. Став жертвою сталінських репресій і був розстріляний у 1938 р.
- Мати — Дар'я Прокопівна Кравцова (1899—1989).
- Дружина — Кіра Петрівна Кравцова (1924—2012) — інженер-будівельник, дочка відомого харківського хірурга-гінеколога Петра Петровича Добросельського та піаністки.
- Син — Сергій Тарасович Кравцов (1948) — видатний спортсмен, неодноразовий рекордсмен світу, фізик. Живе і працює в Німеччині.
- Дочка — Марина Тарасівна Дмитрієва (1953) — піаністка.